# Museo Municipal de Bellas Artes de Barcelona

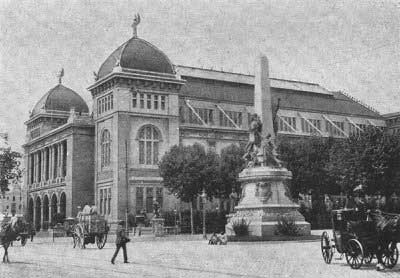
El Palacio de Bellas Artes de Barcelona, primera sede del Museo.

El Museo Municipal de Bellas Artes de Barcelona fue un museo de la ciudad de Barcelona, ubicado originariamente en el desaparecido Palacio de Bellas Artes. Su objetivo inicial era compilar las diferentes colecciones de arte del Ayuntamiento de la ciudad y su primer presidente fue José Luis Pellicer. Su colección pasó años más tarde, a formar parte del Museo Nacional de Arte de Cataluña.

## Historia
El 18 de enero de 1890, una vez acabada la Exposición Universal de 1888 se creó una Comisión Municipal de Conservación de los edificios del Parque y del Fomento de los Museos Municipales, que sería la responsable de la creación del museo. Se inauguró en 1891 durante el último mandato del alcalde Francisco de Paula Rius y Taulet como alcalde de Barcelona. En 1896 la colección se ubicó en el Palacio de la Industria, del mismo Parque de la Ciudadela, para volver al edificio original en 1898. En 1907 las colecciones de arte moderno fueron trasladadas nuevamente al Palacio de la Industria, permaneciendo únicamente las de arte antiguo en el Palacio de Bellas Artes. 
En 1915 la colección completa se trasladó y reunió en el llamado Palacio de los Museos, antiguo Arsenal de la Ciudadela (actual sede del Parlamento de Cataluña), creando así el Museo de Arte y Arqueología. En 1921 se incorporaron las obras pertenecientes a los Museos Municipales de Barcelona.
Cuando, en 1934, se inauguró el Museo de Arte de Cataluña, las obras se trasladaron al Palacio Nacional de Montjuic, pero al estallar la guerra civil española la colección fue repartida entre Olot y Darnius.
En 1945, al volver la colección a Barcelona, la sección de arte antiguo se reinstaló en el Palacio Nacional de Montjuic mientras que la sección de arte moderno lo hizo en el Arsenal de la Ciudadela, inaugurándose un nuevo museo, que sería conocido con el nombre de Museo de arte Moderno. Años más tarde, los fondos este museo se integrarían en el MNAC, lo que supuso su traslado de nuevo al Palacio Nacional de Montjuic.